# Artischocke

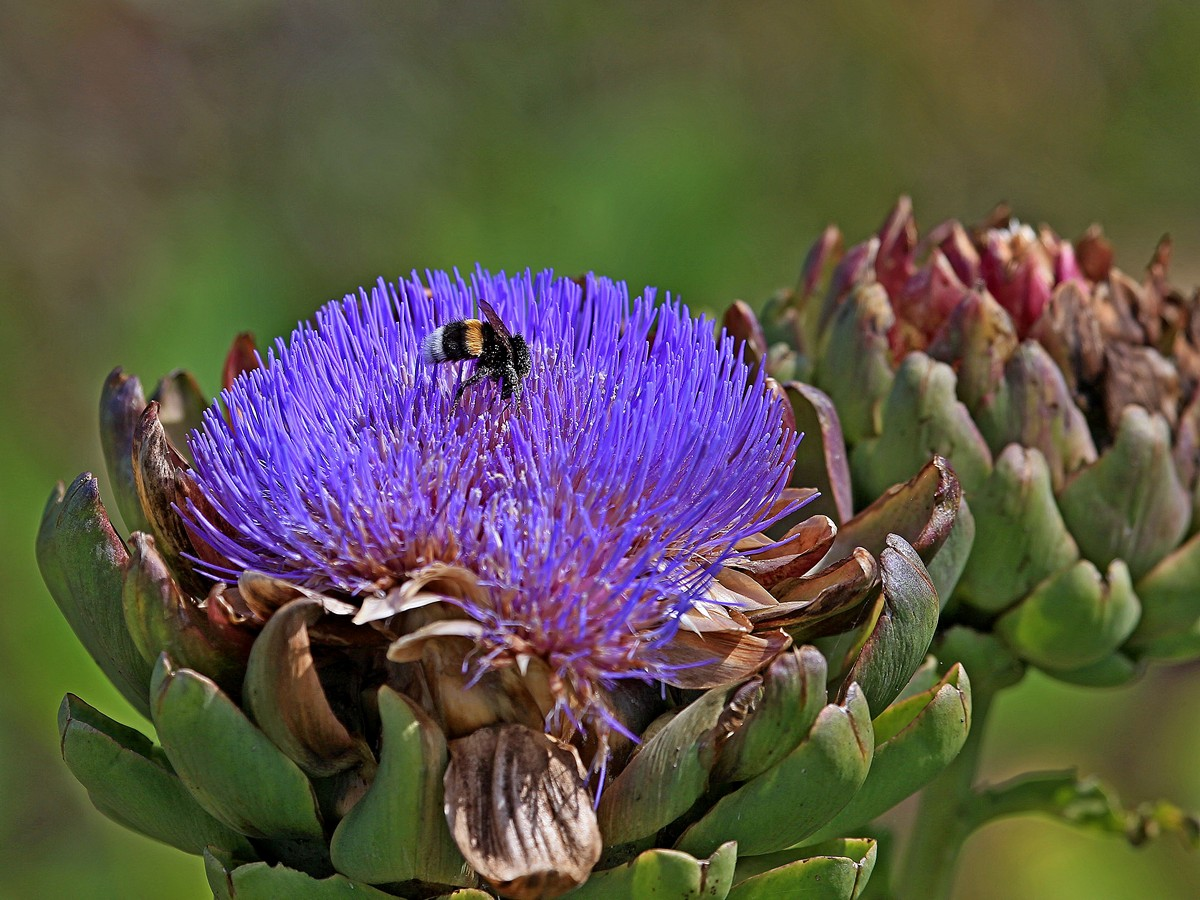
Artischockenblüte mit Hummel

Die Artischocke (Cynara cardunculus subsp. scolymus (L.) Hegi, Syn.: Cynara scolymus L.) ist eine distelartige, kräftige Kulturpflanze aus der Familie der Korbblütler (Asteraceae). Die Sortengruppe der Artischocken wird wegen ihrer essbaren knospigen Blütenstände angebaut und als Blütengemüse verzehrt. Ebenfalls zu Cynara cardunculus zählt das Blattgemüse Cardy.
Die Artischocke wurde zur Arzneipflanze des Jahres 2003 gekürt. 2025 wurde sie von der HMPPA (Herbal Medicinal Products Platform Austria) zur „Arzneipflanze des Jahres in Österreich“ gewählt.

## Beschreibung

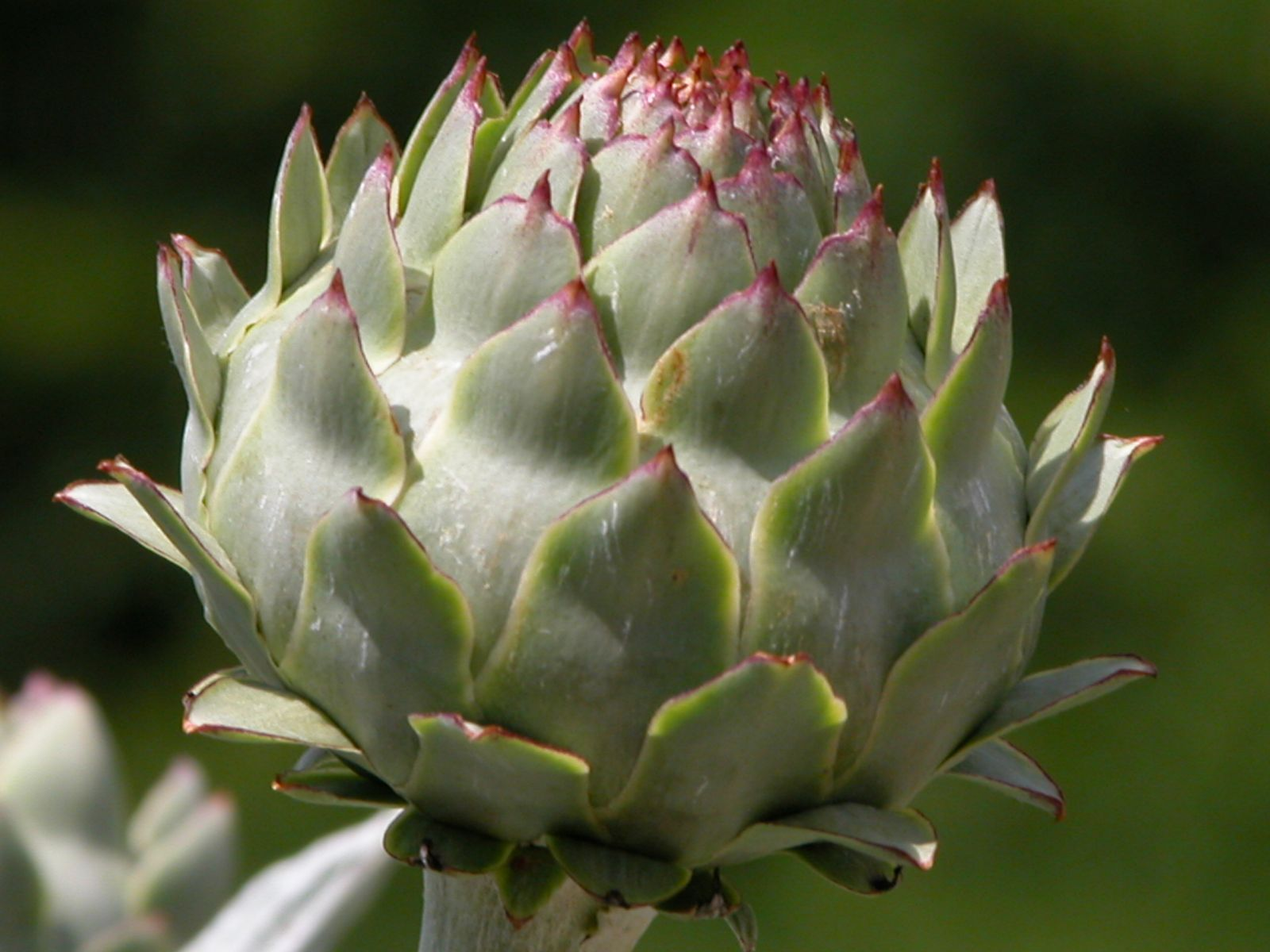
Knospiger Blütenstand

Die Artischocke ähnelt in allen Teilen ihren wilden Vorfahren, Cynara cardunculus. Sie ist eine ausdauernde Pflanze: Nachdem sich im Herbst des ersten Vegetationsjahres eine grundständige Blattrosette gebildet hat, werden etwa fünf Jahre lang 0,5 bis zu 2 Meter hohe Stängel mit Blütenständen gebildet. Die zwei- bis dreifach fiederschnittigen, dornigen Laubblätter sind bis zu 80 cm lang und 40 cm breit; die Unterseite ist graufilzig behaart.

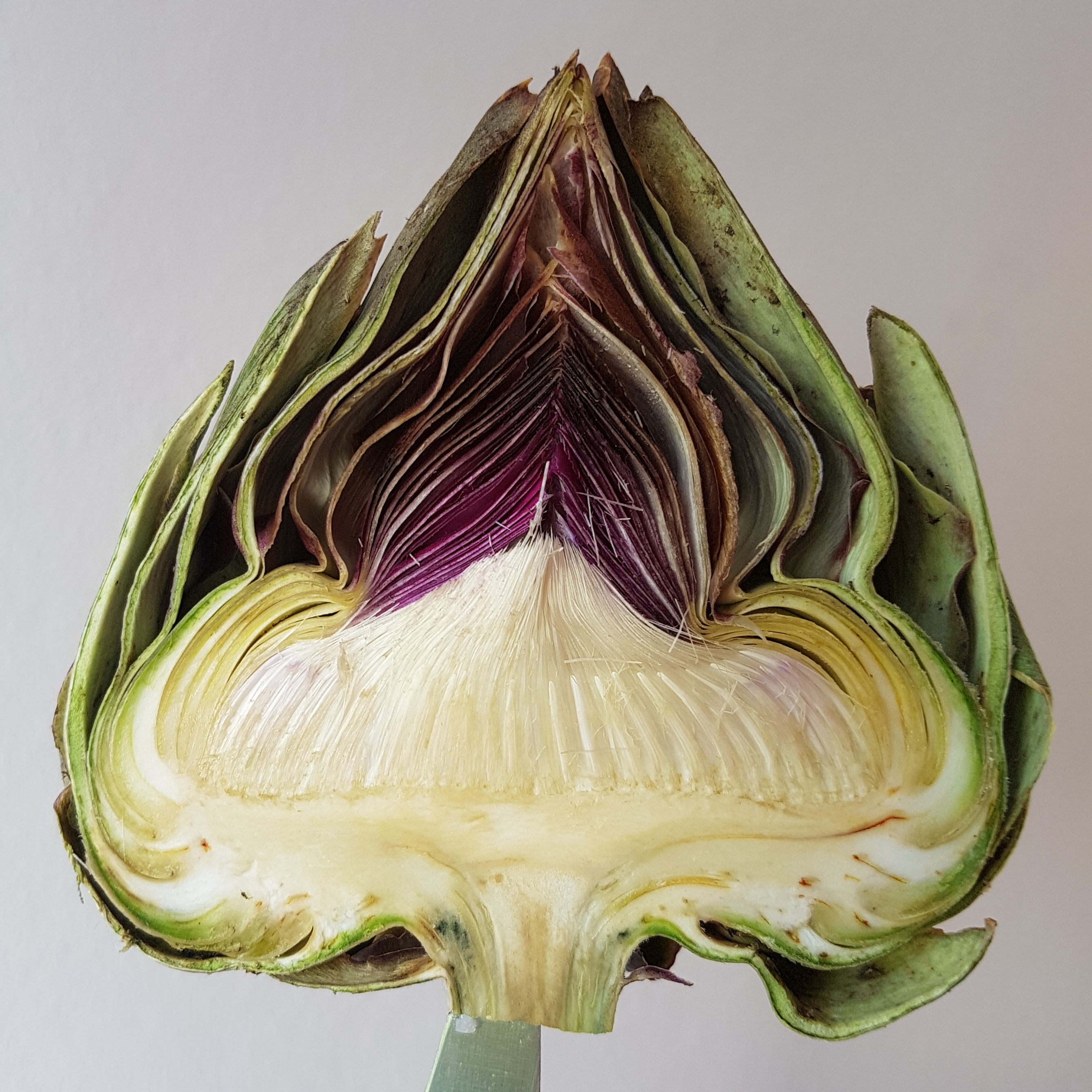
Schnitt durch einen Artischockenkopf

Die körbchenförmigen Blütenstände sind der Teil der Pflanze, der geerntet wird. Im Vergleich zu wild wachsenden Formen sind die Blütenstände größer. Durch eine frühere Blütezeit sind mehrere Ernten im Jahr möglich. Der Blütenstandsboden ist stark fleischig. Die unten fleischigen, dachziegeligen Hüllblätter sind bei kultivierten Formen kaum dornig. Werden die Blütenstände nicht geerntet, zeigen sich die violetten Röhrenblüten. Es werden 2 bis 8 Millimeter lange Achänen mit einem Pappus aus 2 bis 3,5 Zentimeter langen, federigen Borsten gebildet.
Die Chromosomenzahl beträgt 2n = 34.

## Geschichte
Die frostempfindliche Artischocke stammt ursprünglich aus dem Mittelmeerraum; vom östlichen Mittelmeer (Kilikien) über Persien bis nach Nordafrika, westlich bis Spanien und ebenso auf den Kanarischen Inseln. In der griechischen Mythologie verliebte sich Zeus in die attraktive Nymphe Cynara, die ihn jedoch abwies. Daraufhin verwandelte Zeus sie in seiner Wut in die stachlige Artischocke. An die Nymphe erinnert noch heute ihr wissenschaftlicher Name, aus dem die heutige griechische Bezeichnung αγκινάρα ankinára abgeleitet ist.
Erste Berichte über die Artischocke gibt es bei Plinius und Columella, wobei die Zuordnung der dort erwähnten Pflanzen unsicher ist. So könnte das altgriechische scolymos, das sich auf die Dornen bezieht, auch andere Disteln meinen. Im 1. Jahrhundert n. Chr. scheint der Beginn der Artischockenkultur zu liegen. Die Araber verbreiteten die Artischocke im südlichen Mittelmeergebiet. Die Bezeichnung der Pflanze in den europäischen Sprachen leitet sich von der iberisch-arabischen Bezeichnung الخرشوف / al-haršūf ab, so in Spanien (spanisch alcachofa) wie auch in Italien (italienisch carciofo). Die deutsche Bezeichnung Artischocke wie auch in England (englisch artichoke) geht über die im Norditalienischen verbreitete Nebenform articiocco ebenfalls auf dieses arabische Wort zurück. Selten findet sich auch die Eindeutschung Erdschocke. Auch in anderen Sprachen wurde das fremdartig erscheinende Wort durch derartige Volksetymologien beeinflusst. So findet sich in älteren englischen Texten gelegentlich die Schreibung hartichoke, die offenbar auf den Volksglauben zurückgeht, das Herz (heart) der Artischocke sei ungenießbar und führe zum Tod durch Ersticken (choke).
Nachdem die Pflanze durch den florentinischen Händler Filippo Strozzi Mitte des 15. Jahrhunderts aus Sizilien importiert worden war, trat sie ihren Siegeszug durch Caterina de’ Medici 1533 nach Frankreich und Großbritannien an. Bis zur französischen Revolution war die Artischocke in den Gärten des französischen Landadels ein Zeichen von Reichtum und vornehmer Lebensart. Ende des 19. Jahrhunderts wurde sie von italienischen Einwanderern auch in den USA eingeführt. In den 1930er Jahren erlangte dort die Mafia mit Gewalt ein Monopol auf den Handel mit Artischocken an der Ostküste, das 1935 gebrochen wurde (siehe Artischockenkriege).
Die Pflanze benötigt im Garten etwa 1 m² Fläche und bevorzugt sonnige, warme Orte. Geerntet werden die faustgroßen Blütenköpfe, wenn sie noch geschlossen sind und die äußeren Schuppen leicht abstehen. Verpasst man diesen Zeitpunkt, zeigt sich eine große violette Blüte.

## Wirtschaftliche Bedeutung
2022 wurden laut der Ernährungs- und Landwirtschaftsorganisation der Vereinten Nationen FAO weltweit 1.584.514 t Artischocken geerntet. Die größten Anbauländer in der EU waren Italien, Spanien, Frankreich (21.750 t) und Griechenland (7.280 t).
Folgende Tabelle gibt eine Übersicht über die fünf größten Produzenten von Artischocken weltweit, die insgesamt 79,5 % der Erntemenge produzierten.
| Rang | Land     | Menge (in t) |
| ---- | -------- | ------------ |
| 1    | Ägypten  | 459.962      |
| 2    | Italien  | 378.110      |
| 3    | Spanien  | 200.070      |
| 4    | Algerien | 124.305      |
| 5    | Peru     | 97.131       |

## Verwendung

### Nahrungsmittel

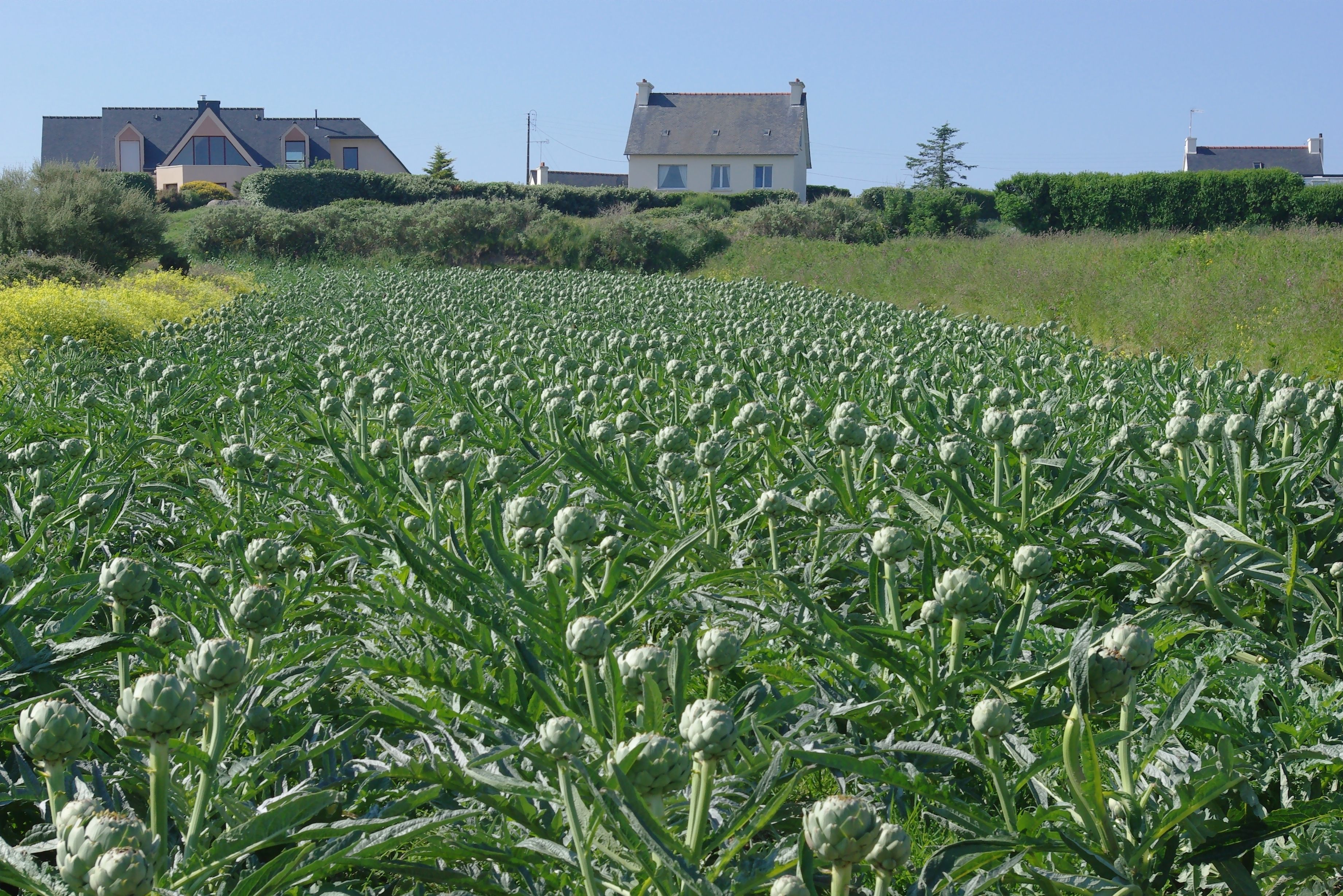
Artischockenfeld

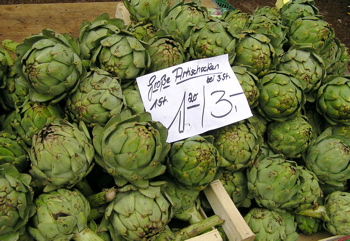
Artischocken im Gemüseverkauf

Bei großen Artischocken sind die unteren fleischigen Teile der Hüllblätter und die Blütenböden (eigentlich Korbböden; das Artischockenherz) essbar. Die unter den Blättern liegenden Härchen, das so genannte „Heu“ (nicht geöffnete Blüten), sind nicht zum Verzehr geeignet. Kleinere Artischockensorten, die überdies früh geerntet werden (wie es z. B. auf der Gemüseinsel Vignole in der Lagune von Venedig üblich ist), können im Ganzen verzehrt werden, darunter auch die mit dem Siegel der geschützten geografischen Angabe (g. g. A.) versehene, dornenlose Römische Artischocke (carciofo romanesco). Die ganzen Blütenköpfe werden gebraten, gekocht oder frittiert. Der feine Geschmack der ungewürzten gekochten Artischocke ähnelt dem des Eiweißes eines Spiegeleis. Artischocken werden 20 bis 45 Minuten in Salzwasser mit etwas Zitronensaft gekocht. Die Blätter werden dann abgezupft und der untere Teil mit den Zähnen abgezogen. In der Regel wird dazu eine Vinaigrette gereicht. Artischockenböden werden auch eingelegt und sind unter anderem ein verbreiteter Pizzabelag.
Artischockenherzen sind als kulinarische Delikatesse beliebt, wenngleich dies bei jungen Kunden in Frankreich nachlässt. Artischockenherzen werden frisch gekocht sowie auch in Dosen oder eingelegt angeboten. In Öl mit Kräutern eingelegt gelten sie als beliebte Komponente mediterraner Antipastiplatten.
Zusammen mit Kräutern wird aus Artischocken seit 1953 in Padua auch ein dunkelbrauner Digestif mit dem Namen Cynar hergestellt.
Artischocken enthalten je 100 Gramm rund 10,5 g Kohlenhydrate (davon 0,99 g Zucker), 0,15 g Fett und 3,27 g Eiweiß sowie 5,4 g Ballaststoffe. Der Energiegehalt beträgt 197 kJ (47 kcal). Die Artischocke ist reich an Vitaminen. Sie enthält vor allem größere Mengen an Vitamin B9, C und K, es kommen jedoch auch weitere B-Vitamine in nennenswerten Mengen vor.

### Heilpflanze
Artischocken wird eine appetitanregende, verdauungsfördernde und cholesterinsenkende Wirkung zugeschrieben. Aufgrund unterschiedlicher Wirkmechanismen (vermehrte Ausscheidung von Cholesterin, erhöhter Cholesterinverbrauch zur Gallensäuresynthese als auch Hemmung der Neubildung von Cholesterin in den Leberzellen) soll tatsächlich durch den Verzehr von Artischocken eine Senkung des Gesamtcholesterins um bis zu 12 Prozent möglich sein. Insofern kommt der Artischocke eine wichtige Rolle bei der Vorbeugung gegen Arteriosklerose zu. Der enthaltene Bitterstoff Cynarin regt den Stoffwechsel der Leber an. Außer als Gargemüse werden ihre Blätter in Säften, Tees, Trockenextrakten und Tinkturen verwendet. Ihre medizinische und diätetische Wirkung wird auf den Gehalt an Polyphenolen sowie insbesondere speziellen Flavonoiden und Chinasäurederivaten zurückgeführt. Vor allem Frischpflanzenextrakte aus Artischockenblättern werden erfolgreich in der Therapie der Dyspepsie und Hypercholesterinämie eingesetzt. Die Bildung des protektiven Radikalfängers Stickstoffmonoxid wird signifikant erhöht. Dadurch können auch Zucker- und Fettstoffwechsel verbessert werden. Auch kardiovaskuläre Erkrankungen und das metabolische Syndrom können positiv beeinflusst werden. Frischpflanzenextrakte aus der Artischocke entfalten im menschlichen Organismus eine stoffwechselstimulierende Wirkung, die mit einer antioxidativen Protektion durch vermehrte Bildung des endogenen Radikalfängers Stickstoffmonoxid verbunden ist. Stickstoffmonoxid stimuliert die Aktivität und Bildung von Mitochondrien. Dies führt zu einer Verbesserung der Allgemeingesundheit, der Lebensqualität und des Wohlbefindens durch signifikant erhöhte Stoffwechseleffizienz.

### Nebenwirkungen
Menschen mit Reizdarm, die diätetisch behandelt werden, sollten Artischocken zumindest zu Beginn meiden ebenso wie Erbsen, Bohnen, Zwiebeln, Lauch, Kohlsorten und Pilze. Diese Nahrungsmittel enthalten fermentierbare, schlecht resorbierbare Kohlenhydrate (sog. Fructane), die Blähungen verursachen können.

## Trivialnamen
Für die Artischocke bestehen bzw. bestanden auch die weiteren deutschsprachigen Trivialnamen Artischan, Artischoca (bereits im 16. Jahrhundert erwähnt), Artischock, Artschock (Homburg, Heidelberg), Artischoss, Erdschocke, Golddistel, Jockeles (Friesland), Strobildorn und Welschdistel.
Die französische Redewendung „avoir un coeur d'artichaut“ (wörtlich übersetzt dt.: ein Artischockenherz haben) beschreibt eine Person, die sich leicht verliebt oder unbeständig in der Liebe ist.